# Arthromeris tomentosa
Arthromeris tomentosa är en stensöteväxtart som beskrevs av W. M. Chu. Arthromeris tomentosa ingår i släktet Arthromeris och familjen Polypodiaceae. Inga underarter finns listade.